# Uncharted: Golden Abyss
Uncharted: Golden Abyss is een actie-avonturenspel ontwikkeld door SCE Bend Studio en uitgegeven door Sony Computer Entertainment als lanceringstitel voor de PlayStation Vita. De spin-off van de Uncharted-serie werd wereldwijd uitgebracht in februari 2012, behalve in Japan, waar het spel al op 17 december 2011 werd uitgebracht.

## Gameplay
Uncharted: Golden Abyss is een actie-avonturenspel dat wordt gespeeld vanuit een third-person perspectief, met platform- en puzzelelementen. De speler bestuurt de hoofdrolspeler uit de Uncharted-serie Nathan Drake. Het spel heeft 34 hoofdstukken, waarvan elk hoofdstuk een linear level is. De meeste hoofdstukken bevatten meerdere paden en verborgen gebieden met verzamelbare schatten. In gevechten kan Nathan stealth-aanvallen doen, en schieten met wapens tegen groepen vijanden. Schieten kan worden uitgevoerd met nauwkeurig richten of blind schieten. Nathan kan verschillende wapens oppakken en gebruiken, waaronder pistolen, machinegeweren, shotguns, raketwerpers en granaten.
De besturing van het spel maakt gebruik van een combinatie van traditionele joystick- en knopopdrachten, en de motion control van de PlayStation Vita. Motion control speelt in op het richten van wapens, of het balanceren tijdens het oversteken. Vegen op het touchscreen kan worden gebruikt om Nathan door de omgeving heen te leiden. Ook is het verplicht bij het uitvoeren van melee-aanvallen. Bij sommige puzzels wordt het touchscreen gebruikt om aanwijzingen te onthullen of mechanismen aan te passen. Met de back-touch-functies kan de speler inzoomen met de wapencamera-weergave en foto's maken in de omgeving.

## Verhaal
De gebeurtenissen in Golden Abyss vinden chronologisch plaats voorafgaand aan Uncharted: Drake's Fortune.
Avonturier Nathan Drake vergezelt zijn oude vriend Jason Dante naar een opgravingslocatie in Panama onder leiding van de wantrouwende Marisa Chase. Op deze plek vinden ze de lichamen van vergiftigde Spaanse conquistadores en een grafsteen met een Visigotisch symbool. Nadat Dante moet vertrekken vanwege een telefoontje, laat Marisa een amulet zien aan Nathan die ze voor Dante heeft verborgen, geërfd van haar grootvader Vincent Perez, en ze komen overeen om samen te werken. Nathan en Marisa worden vervolgens aangevallen en gevangen genomen door Dante's echte partner, genaamd krijgsheer Roberto Guerro, maar ze ontsnappen. Ze gaan naar het huis van Perez, die Dante inhuurde om zijn onderzoek voort te zetten na een terminale diagnose van kanker; Dante betaalde Guerro voor toegang tot de vindplaats in ruil voor een deel van de schat die Guerro zal gebruiken om zijn conflict te financieren, terwijl Marisa daarheen ging om het werk van haar familie af te maken. Het paar leert dat de markering verwees naar de Sete Cidades, een oude christelijke sekte die zich toelegde op het vinden van de zeven gouden steden. Marcos de Niza, een lid van de sekte, had deelgenomen aan een mislukte expeditie onder leiding van Francisco Vásquez de Coronado om de stad Quivira te vinden.
Na verdere aanwijzingen, een die verwijst naar een "zwaard van Stephen", volgen Nathan en Marisa het spoor van Perez naar een verwoeste retraite bij Sete Cidades. Ze vinden Perez, die aan zijn ziekte is overleden. Nathan volgt de ruïnes naar een crypte die het zwaard van Stefanus bevat - het persoonlijke zwaard van Esteban, de gids van de Niza. Ze worden echter onderbroken door Dante en Guerro. Guerro pakt het zwaard en ontvoerd Marisa nadat hij Dante van een balkon heeft geduwd omdat hij haar beledigde. Nathan en Dante werken met tegenzin samen om aan de ruïnes en het leger van Guerro te ontsnappen, maar kunnen Guerro er niet van weerhouden om met Marisa te ontsnappen. Dante huurt zijn huurlingenleger in om zich te wreken op Guerro, en Nathan vertrekt nadat ze ruzie hebben gemaakt. Nathan ontmoet zijn vriend Victor "Sully" Sullivan en overtuigt hem om Marisa te helpen redden en Perez 'werk af te maken. De twee volgen een kaart gemaakt van de houtskoolwrijvingen van symbolen die op het zwaard zijn gevonden naar een tempelcomplex waarvan wordt aangenomen dat het de ingang van Quivira huisvest. Daar zijn ze getuige van en vechten ze door een strijd tussen Dante's huurlingen en Guerro's mannen. Sully raakt gewond bij een val, waardoor Drake gedwongen wordt om alleen verder te gaan.
Nathan overleeft een raketaanval van Dante's huurlingen en gaat Quivira binnen, waar hij Marisa redt van overlevenden van Guerro's leger. Met behulp van Marisa's amulet gaan ze Quivira binnen en ontdekken ze de "Golden Abyss", een met goud omzoomde grot verbonden door een ondergronds meer. Daar ontdekken ze het lijk van Esteban, en een geigerteller die in de rugzak van Chase is opgeborgen, dat onthult dat het goud wordt bestraald uit nabijgelegen uraniumafzettingen. De bevolking van Quivira stierf langzaam uit door stralingsvergiftiging, en De Niza vermoordde Esteban en zijn verkennersgroep voordat hij Coronado opzettelijk misleidde om te voorkomen dat het bestraalde goud werd geplunderd. Dante arriveert, met de bedoeling het bestraalde goud toch te verkopen, en Nathan verslaat hem in een vuistgevecht en ontsnapt met Marisa. Marisa verzegelt de Gouden Afgrond met explosieven, waardoor Dante erin wordt gevangen, en Nathan heeft een laatste gevecht met Guerro dat eindigt met Guerro die door een beschadigde brug naar zijn dood valt met het zwaard van Stephen. Nathan en Marisa ontsnappen met de hulp van Sully, en voordat ze met een gestolen helikopter vertrekken, gooit Marisa haar amulet weg en zegt dat het "in de hel" hoort bij de rest van Quivira.

## Cast
| Acteur                   | Rol             |
| ------------------------ | --------------- |
| Nolan North              | Nathan Drake    |
| Richard McGonagle        | Victor Sullivan |
| Christine Lakin          | Marisa Chase    |
| Jason Spisak             | Jason Dante     |
| JB Blanc                 | Robert Guerro   |
| Robin Atkin Downes       | Vincent Perez   |
| Steve Blum               | Mercenary, Thug |
| Philip Anthony-Rodriguez | Mercenary, Thug |

## Ontvangst
| Recensiescore       | Recensiescore |
| Recensieverzamelaar | Score         |
| ------------------- | ------------- |
| Metacritic          | 80/100        |
| Publicist           | Score         |
| Gamer.nl            | 7,5/10        |
| IGN                 | 8,5/10        |
| Power Unlimited     | [ 8 ]         |
| FOK!                | 7,5/10        |

Golden Abyss ontving over het algemeen positieve recensies, en behaalde een score van 80/100 op de beoordelingssite Metacritic op basis van 80 recensies. Het was de 14e best beoordeelde Vita-titel van 2012.